# 巨人
巨人（giant），是神話和民间傳說中身躯庞大的人形生物，有些不光体型庞大，还奇形怪状包括多个眼睛或多个头。有些有力量和智慧能匹敌神，有些能预知未来。女性巨人中则有不少美女，有些还嫁给了神。在民间故事里，则大多是“头脑简单四肢发达的大块头”类型，通常不是被故事里的主角骗走财宝，不然就是被消灭。由希臘神話、印歐語系神話，到中東、亞洲及美洲地區的神話及《聖經》故事都有他們的痕跡。而現在的社會中，巨人依然出現在神怪電影或電玩遊戲裡。這些高大異常的生物，儘管有時被描寫成溫和而無害，但大部分的故事都是將他們敘述為可怕、貪婪、食人且又愚昧的怪物，除了擁有驚人的力氣與食量外，又以攻擊行為、戰爭等方面的事蹟聞名。

## 各神话传说与文化巨人
见巨人列表主页

## 著名的巨人遺跡
世界各地許多神秘的遺跡，這些遺跡至今仍為不解之謎，因此有的也被賦予巨人傳說或外星人傳說。另外有些為自然現象，但帶有巨人軼聞：
- 巨石陣（Stonehenge）：位於英國南部威爾特郡（Wiltshire）。英國最著名的史前建築遺跡，又稱「巨人之舞」（Giant's Dance）。它的建造起因和方法至今在考古界仍是個不解之謎。
- 巨人堤道（Giants Causeway）：位於北愛爾蘭。為火山引起的玄武岩熔流冷卻後的結果。
- 特奧蒂瓦坎（Teotihuacan）：位於墨西哥城東北面約50公里。印地安人傳說中為巨人所建。
- 摩艾石像（Moai）：位於復活節島。摩艾石像的意義至今仍然不明。
- 納斯卡線（Nazca Lines）：位於祕魯的納斯卡平原（Nazca）的平原巨畫，其意義迄今仍有多種解釋。

## 巨人說
1935年，荷蘭人類學家孔尼華（Ralph von Koenigswald）在亞洲南部的藥劑店內發現的巨大牙齒，孔尼華確定它們屬於某種大型靈長類，並將其命名為「步氏巨猿」（Gigantopithecus blacki）。人類學家魏敦瑞（Franz Weidenreich）主張將其改名為「巨人」（Giganthropus blacki），並提出「巨人說」，認為人類的演化早先的類型是巨人，之後身體逐漸縮小，然後才是直立人及更晚期的人類，這個理論至今依然缺乏絕對的化石證據。雖然如此，一些主張巨人存在的人，如《禁止的考古學》（Forbidden Archeology）的作者 Michael A. Cremo等人，則認為這些罕見的巨人化石被有目的的隱藏起來，是因為要避免進化論遭到質疑。 

## 巨人症
在醫學上，巨人症（Gigantism）是因內分泌的障礙或疾病而起，包括「肢端肥大症」（acromegaly）或「垂體性巨人症」（pituitary gigantism），身材過度生長遠超過個體在遺傳和環境條件下的平均標準。

### 引用
1. ↑  密田憲孝,TEAS事務所 . . 台灣東販. 2014年12月24日: 32–33. ISBN 9789863316060.